# Smit Internationale
Smit Internationale was een Nederlands bedrijf dat internationale bekendheid geniet op het gebied van sleepdiensten, berging van scheepswrakken en bescherming van het milieu bij scheepsongelukken. Ook richt het bedrijf zich op het management van haventerminals in opdracht van andere bedrijven. Het bedrijf is overgenomen door Boskalis per 5 mei 2010.

## Geschiedenis

### Vroege geschiedenis (1842-1923)
Op een bijeenkomst van 47 scheepsreders en assuradeuren op 6 november 1842 in Rotterdam nam Scheepsbouwmeester en scheepsreder Fop Smit uit Nieuw-Lekkerland het initiatief om binnen acht maanden een stoomsleepboot in Hellevoetsluis te stationeren. Op 31 augustus 1843 werd de raderstoomsleepboot Kinderdijk te water gelaten en op 16 en 22 november werden de eerste proefvaarten op de Maas gehouden. Onder gezag van kapitein A. van Leeuwen ging zij begin december te Hellevoetsluis op station. De Kinderdijk kwam als eerst in actie toen het voor Batavia bestemde fregatschip 'Generaal Chassé' werd uitgesleept. Al in 1845 kreeg Fop Smit concurrentie van de Nederlandsche Stoomboot Maatschappij van Gerhard Moritz Roentgen. 
In 1847 volgden nog twee radersleepboten, namelijk de Reserve (1) en Brouwershaven (1).
Op 31 oktober 1866 bestond de vloot uit acht radersleepboten, een kolenhulk en de houten kolenmagazijnen met woningen in Hellevoetsluis. Het bedrijf werd als Stoomsleepdienst L. Smit & Co. voortgezet met als doel: "Het sleepen van schepen buiten en binnengaats en het verleenen van zodanige diensten als waartoe de boten geschikt zijn". Murk Lels werd benoemd tot directeur. In januari 1872 kwam de eerste zeegaande sleepboot Rotterdam (400 ipk) bij het bedrijf in dienst. In 1892 kwamen de zeesleepboten Noordzee (1) en Oostzee (1) in de vaart maar vanaf dat jaar kregen de zeesleepboten namen van zeeën eindigend op 'zee' met als uitzondering de Oceaan, een traditie die wel 80 jaar in stand zou houden. Vanaf 1905 kregen de havensleepboten namen van plaatsen in de buurt, terwijl kustsleepboten namen kregen van binnenzeeën of plaatsnamen eindigend op 'burgh'. In 1896 werd in Maassluis een nieuw kantoorpand, magazijn en woningen gebouwd.
In 1900 kreeg L. Smit & Co. te maken met een nieuwe concurrent: de Internationale Sleepdienst Maatschappij (ISM). De oorsprong gaat terug naar 1893 toen de heer L.G. Vuyk expediteur besloot een sleepdienst in de Rotterdamse haven te beginnen. Binnen zeven jaar waren er zeven sleepboten in de vaart. Op 26 maart 1900 werd deze sleepdienst omgevormd tot de N.V. Internationale Sleepdienst Maatschappij en kwam onder directie van L.G. Vuyk en A.O. Horstmann. Op 30 oktober 1901 werd door de ISM de 'Sleepdienst Hoek van Holland' overgenomen, bestaande uit zes sleepboten en een kolenlichter.
In 1901 verplaatste L. Smit & Co. het hoofdkantoor van Alblasserdam naar een pand aan de Westerkade 11 in Rotterdam. De vloot bestond toen uit 19 sleepboten, met een totaal vermogen van 9.760 ipk. In 1914 verhuisde men wederom naar een pand aan het Westplein 5.

### Samenwerking met ISM en vlootontwikkeling (1923-1939)

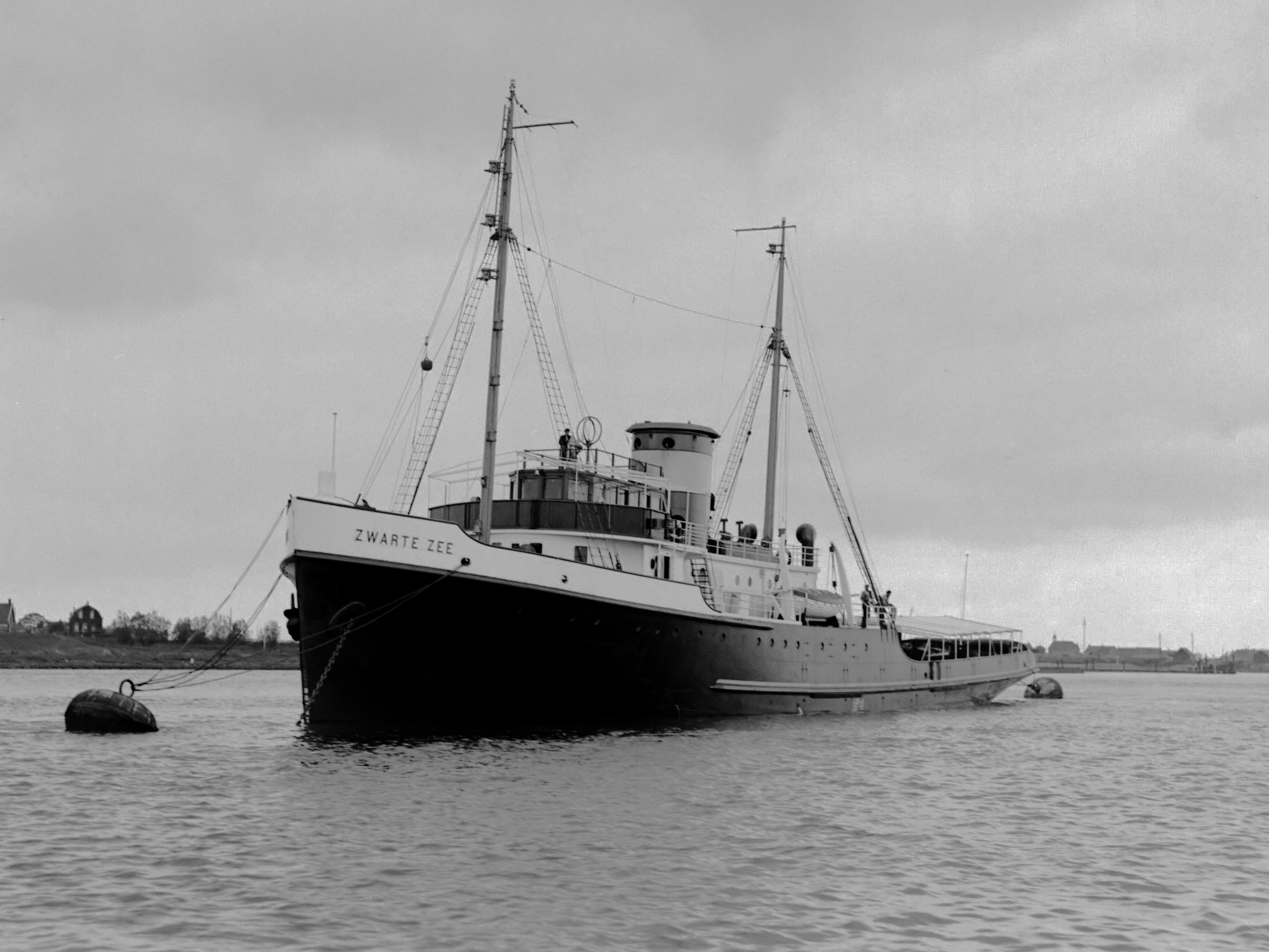
De beroemde Zwarte Zee uit 1933

Op 1 mei 1923 werden de bedrijven van L. Smit & Co. en ISM samengevoegd tot L. Smit & Co's Internationale Sleepdienst. Het hoofdkantoor werd gevestigd aan Westplein 5. De rivierdienst werd ondergebracht in het oude kantoor van ISM aan de Willemskade 12. De gezamenlijke vloot bestond uit 59 sleepboten, waaronder 16 zeesleepboten. Er was overigens geen sprake van fusie, de twee bedrijven bleven administratief gescheiden. De blauwe band om de zwarte schoorsteen die voorheen werd gevoerd door Smit sleepboten bleven van toepassing op de zeesleepboten. De rode ISM band was voorbehouden aan de havensleepboten. Dirkzwager droeg de Nieuwe Bergingsmaatschappij over aan W.A. van den Tak en de aandelen van Tak werden gelijkelijk verdeeld tussen L. Smit & Co. en de ISM.
In 1926 kwamen na twaalf jaar eindelijk weer nieuwgebouwde zeesleepboten bij het bedrijf in dienst. In augustus 1926 kwam de Oostzee (3) van 600 ipk in de vaart, gevolgd in november door de Schelde (3). De laatste radersleepboot Wodan werd na 43 jaar dienst voor de sloop verkocht. In oktober 1929 brak de wereldcrisis aan en de gevolgen waren voelbaar. Ook overleed dat jaar Murk Lels.
Op 27 maart kwam de laatst nieuwgebouwde stoomsleepboot Ebro (1) van 550 ipk in de vaart. Op 3 oktober 1933 maakte de nieuw gebouwde motorsleepboot Zwarte Zee (3) een proefvaart. De Zwarte Zee (3) was haar tijd ver vooruit en was jarenlang de sterkste en snelste zeesleepboot ter wereld.

### Tweede Wereldoorlog
Op 1 september 1939 begon de Tweede Wereldoorlog. Het aanbod in sleepwerk daalde snel en voor de zeesleepvaart brak een periode van stilstand aan. De Zwarte Zee (3) uitgerust met paravanen tegen het mijnengevaar, escorteerde in november 1939 Nederlandse koopvaardijschepen van Hoek van Holland tot Het Kanaal en weer terug. In januari 1940 kwam een geheel nieuw type havensleepboot, de Pernis (2) in de vaart. Deze sleepboot was uitgerust met een dieselelektrische aandrijving. Deze sleepboot stond model voor de naoorlogse sleepboten van de K, P en V serie.
Op 10 mei 1940 viel Duitsland Nederland binnen. Vijf sleepboten bevonden zich buitengaats, de Thames (2), Donau, Roode Zee (3), Seine en de Hudson (2). De Zwarte Zee (3) en Schelde (3) vertrok direct vanuit Vlissingen naar  Downs, maar de Schelde (3) keerde de volgende dag alweer terug in Vlissingen. De Witte Zee vertrok op 12 mei vanuit Het Nieuwe Diep naar Downs. De Noordzee (2) liep op 14 mei op een magnetische mijn en zonk onmiddellijk waarbij 13 bemanningsleden omkwamen. De Schelde (3) en Ebro (1) ontsnapten op 17 mei van Vlissingen naar de rede van Downs. De Lauwerszee (2) vertrok eveneens vanuit Vlissingen en bereikte Engeland. De uitgeweken sleepboten en de zich buitengaats bevindende sleepboten kwamen in charter van het Engelse Ministry of Shipping of bij de Rescue Tug Section van de Admirality voor berging, reddingsdiensten en brandbestrijding.
Zeven zeesleepboten vielen in handen van de bezetter, de Humber (1), Maas (3), Ganges, Indus, Oostzee (3), Blankenburg (2) en de Hoek van Holland (3). Ondanks de bezetting werden nog de kiel gelegd voor de Tyne (27 mei 1940) en Java Zee (2) (30 mei 1940). De havensleepboot Titan (4) werd op 10 mei 1940 door een vliegtuigbom tot zinken gebracht, zij is later gelicht en in de vaart gebracht. De nieuwe motorsleepboot Pernis (2) was door sabotage onbruikbaar gemaakt en de Argus (1) en IJsselmonde werden naar Antwerpen overgebracht.
De door de Kriegsmarine gevorderde Oostzee (3) liep op 27 maart 1944 bij Wangerooge op een zeemijn en ging verloren. De Javazee (2)  strandde onder haar Duitse naam Ortelsburg bij een bergingspoging en ging ook verloren. In de nacht van 23 op 24 april 1944 werd de Roode Zee (3) aangevallen door een Duitse schnellboot. Getroffen door een torpedo is zij gezonken en verloren gegaan, geen enkele opvarende kon worden gered. Tien sleepboten hebben deelgenomen aan de invasie bij Normandië. Het waren de Zwarte Zee (3), Thames (2), Hudson (3), Schelde (3), Seine, Ebro (1), Donau alsmede de in beheer varende Antic, Dexterous en de Belgische Goliath. De sleepboten hebben zich vooral verdienstelijk gemaakt bij het slepen van caissons voor de kunstmatige havens.
Al naargelang de geallieerden verder oprukten, werden steeds meer havensleepboten door de bezetter naar het noorden en oosten weggevoerd. Veel sleepboten verdwenen hierdoor geheel het zicht. Op 2 april 1945 is de Humber (1) door geallieerde vliegtuigen op de Schwentine rivier nabij Kiel tot zinken gebracht en verloren gegaan. Na de capitulatie op 7 mei 1945 waren acht zeesleepboten verloren gegaan. De in beslag genomen havensleepboten Delfshaven, Schiedam, IJsselmonde, Argus en Minerva werden in Amsterdam teruggevonden. Kantoorruimte was verwoest maar de havendienst en de sleepvaartcentrale kon een tijdelijk onderkomen vinden.

### Na-oorlogse periode

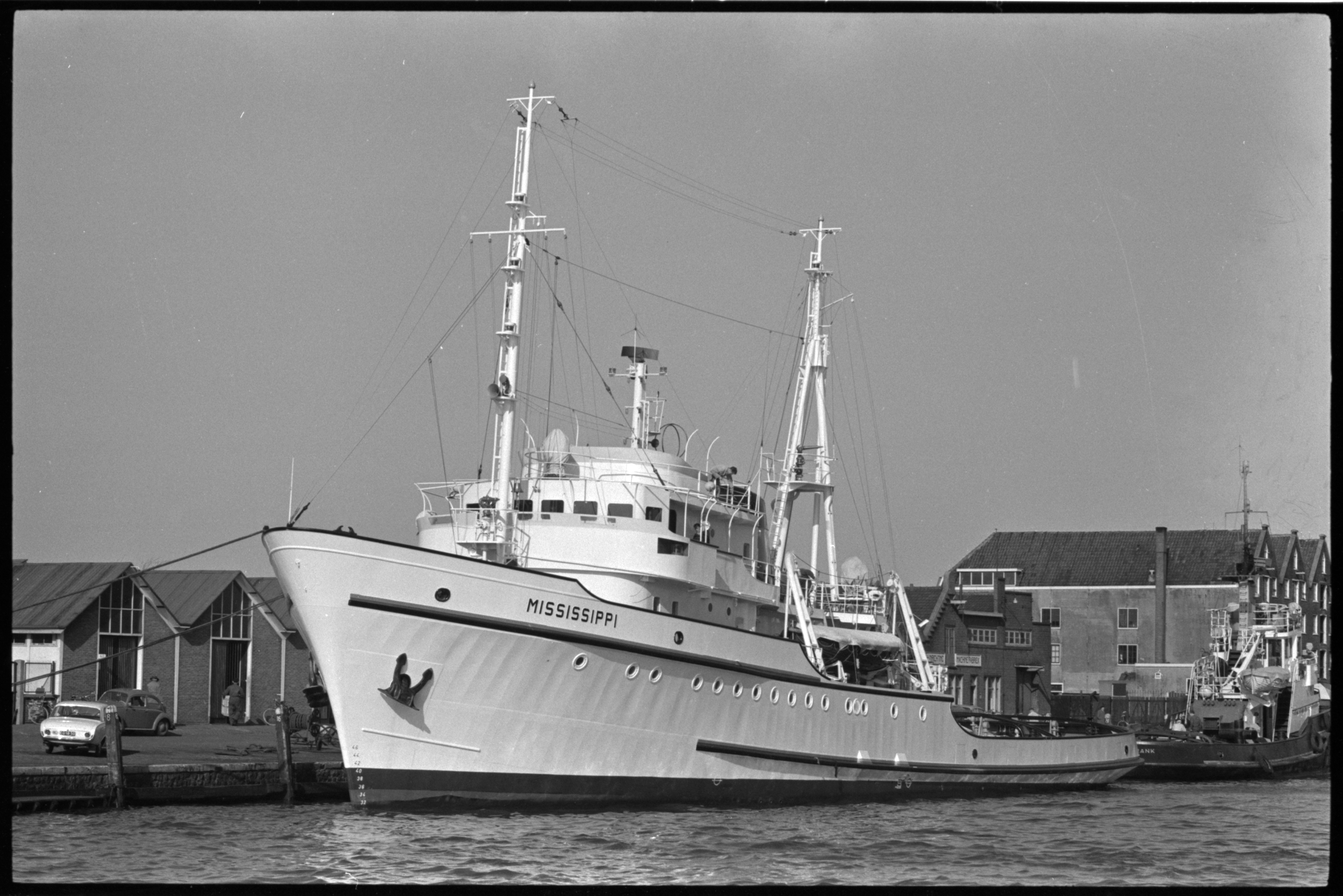
Zeesleper Mississippi in de haven van Maassluis (1961)

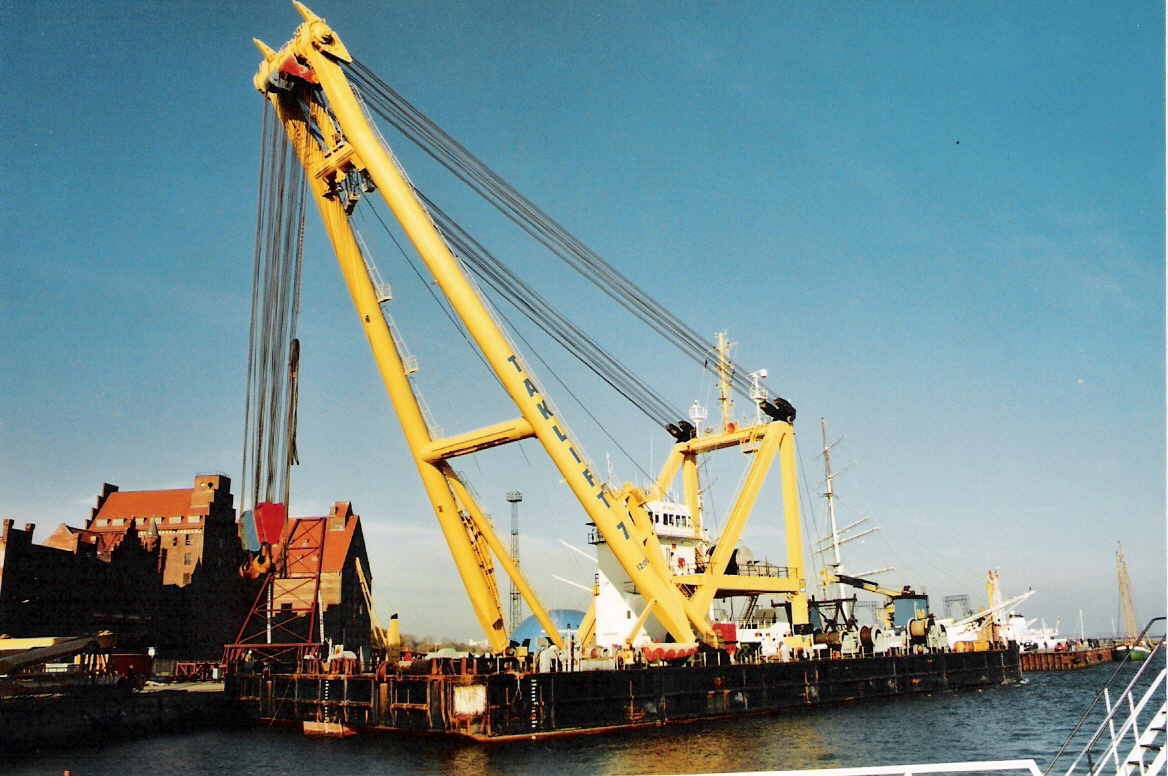
Drijvende bok Taklift 7 met een hijsvermogen van 1200 ton

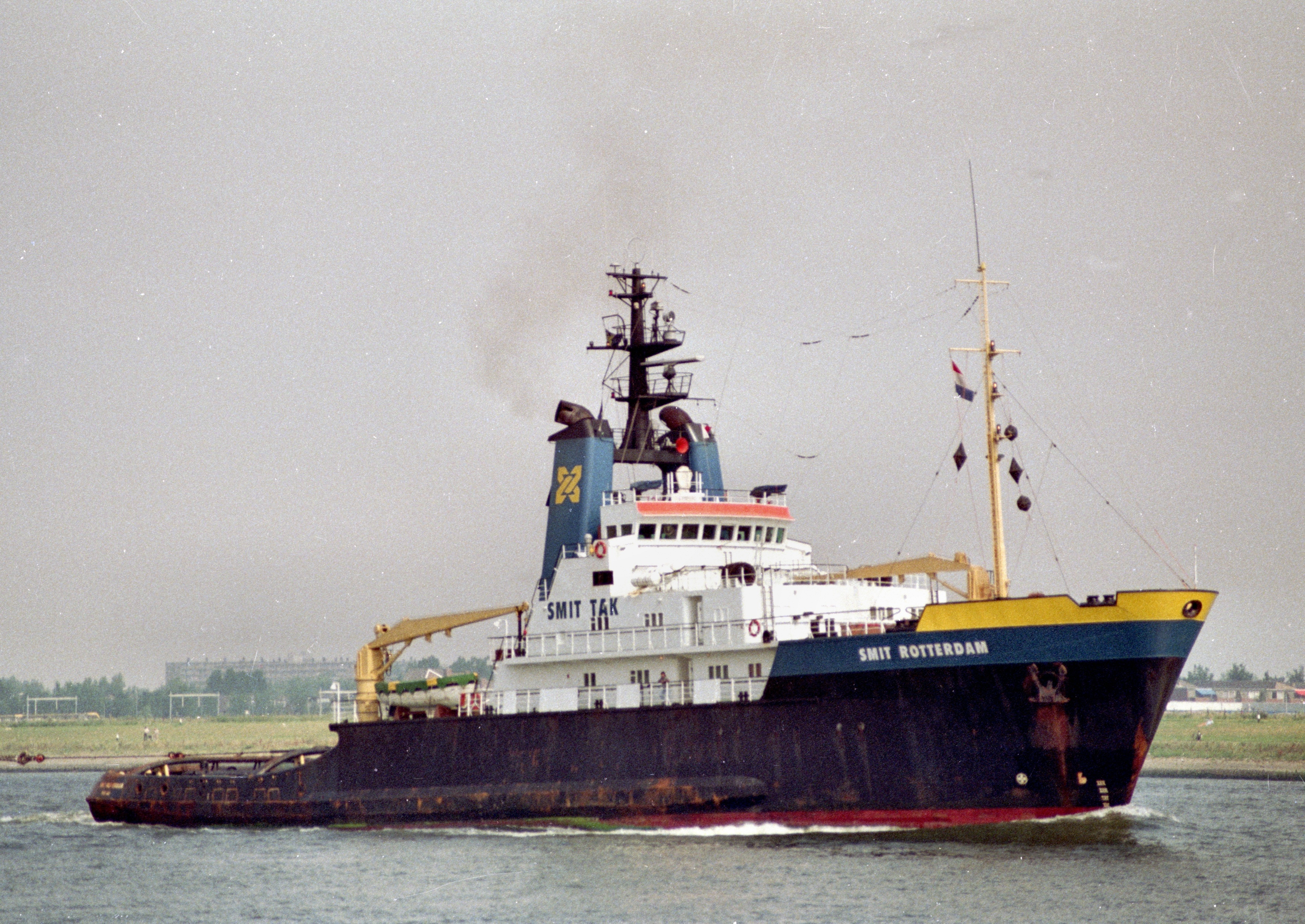
Zeesleepboot Smit Rotterdam

Op 23 september 1947 werd de eerste naoorlogse nieuwbouw te water gelaten bij de werf van L. Smit & Zn. De sleepboot Humber (2) kwam in 1948 de vloot versterken. Voor de havendienst was de Vlaardingen (3) de eerste nieuwbouw na de oorlog. In 1949 kreeg het vlootherstel verdere gestalte met het in de vaart brengen van de nieuwe Rode Zee (4) en Noordzee (3). De havendienst, de sleepvaartcentrale en W.A. van de Tak verhuisden naar een tot kantoor verbouwd herenhuis aan de Javastraat 12.
Stoomsleepboten werden vervangen door motorsleepboten. In 1957 kwam de Clyde van 2780 pk in de vaart, op dat moment de grootste en sterkste zeesleepboot van na de oorlog. De Ebro (1), de laatste stoomsleepboot nog in bedrijf, strandde op 11 januari 1958 op de Banjaard.
In 1961 volgde opdracht voor een nieuwe supersleepboot de Zwarte Zee IV (4) van 9000 pk.
Op 31 mei 1961 werd door tien sleepbootrederijen de N.V. Nieuwe Rotterdamse Sleepdienst opgericht, die de volgende dag met vier sleepboten begon in het nieuwe Europoort gebied. Op 26 mei 1964 werd het besluit genomen tot oprichting van Smit-Lloyd N.V., dit bedrijf zou zich bezig gaan houden met exploitatie van bevoorradingsschepen ten bate van de opkomende offshore industrie. Zij nam kantoor aan Westplein 9.
De eerste bevoorrader, de Smit-Lloyd 2, kwam op 22 mei 1965 in de vaart. Alle bevoorraders kregen de naam Smit-Lloyd met een volgnummer.
Het Vlissingse bergingsbedrijf Van den Akker werd in 1965 door W.A. van den Tak overgenomen en zo versterkte men zich een betere positie op de Schelde. In 1968 volgde overname van Sleepdienst- en Transportonderneming Gerrit J. Eerland door W.A. van den Tak. Dit bedrijf had zich in de loop der jaren gespecialiseerd tot een transportbedrijf te water en beschikte over een grote vloot aan sleepboten, bakken en pontons.
In januari 1971 werd met het in de vaart brengen van de Poolzee (3) de nieuwe Smit-huisstijl geïntroduceerd. De blauwe (voor de zeedienst) en rode banden (voor de havendienst) om de zwarte schoorstenen hadden plaatsgemaakt voor twee hardgele gestileerde schalmen van een ketting op een lichtblauwe achtergrond. Later kregen ook alle andere sleepboten dit embleem. Nieuwe zeesleepboten kregen geen zee- of riviernamen meer, maar voortaan namen met het voorvoegsel 'Smit'. Jaren later is ook het nieuwe systeem ingevoerd bij de havendienst.
In januari 1974 besloot Smit Internationale tot de bouw van twee super sleepboten (Smit Rotterdam en Smit London), die met hun 22.000 ipk op dat moment de sterkste, operationeel werkende zeeslepers ter wereld werden. In 1984 werd hier nog aan toegevoegd de Smit Singapore met hetzelfde vermogen. In 1991 werden de zeesleepboten van Smit Internationale en Wijsmuller samengevoegd in de combinatie 'SmitWijs Towage C.V' en heden varen de sleepboten onder de naam Smitwijs.
Op 11 februari 2008 nam Smit de resterende 50% aandelen URS (het Belgische Unie van Redding- en Sleepdienst) over van het Duitse Fairplay Towage. Hiermee werd Smit eigenaar van dit Antwerpse sleepbedrijf met 620 mensen in dienst en een omzet van € 105 miljoen. Smit versterkte hiermee haar positie op de Belgische sleepmarkt. Smit betaalde € 182,5 miljoen voor dit aandelenpakket.

### Overname door Boskalis
In september 2008 meldde de Nederlandse baggergroep Royal Boskalis Westminster dat zij Smit wilde overnemen. Het bod bedroeg € 62,50 per aandeel ofwel een totaalbedrag van € 1113 miljoen. De directie van Smit vond het bod te laag en FNV Bondgenoten vond de voorgestelde opdeling van Smit niet wenselijk. Zonder het voorstel aan de beleggers voor te leggen wees Smit het als vijandig bestempelde bod radicaal af. Eerder had het al een bod van € 300 miljoen van Boskalis op de terminal divisie afgewezen. Desalniettemin had Boskalis een belang van 20% in Smit in handen gekregen via aandelentransacties op de beurs. Op 4 december van datzelfde jaar trok Boskalis het bod in.
Een jaar later, op 12 november 2009, werd bekend dat Smit Internationale en Boskalis gaan fuseren. Smit blijft wel onder de eigen naam verder opereren vanwege de wereldwijde naamsbekendheid. Het bod had een waarde van € 1,35 miljard, inclusief € 250 miljoen aan schulden die Smit had uitstaan. De grootaandeelhouders van Smit, Delta Lloyd Groep en Janivo, hadden al ingestemd met het fusieplan. Inclusief het belang dat Boskalis al in Smit had opgebouwd, was 44% van de aandeelhouders voor het bod. Op 27 maart 2010 stemden de aandeelhouders in met de overname van Smit door Boskalis. Boskalis betaalde € 60 per aandeel in contanten. Smit zal volgens de directie van Boskalis haar activiteiten kunnen voortzetten. Het nieuwe samengesmolten concern heeft bijna 14.000 werknemers. Op 5 mei 2010 werd de beursnotering van Smit beëindigd.

## Bedrijfsonderdelen
Smit bestaat uit vier divisies:
- Smit Harbour Towage, de haven- en sleepdiensten van Smit.
- Smit Terminals, de dienst die het volledige pakket van sleepdiensten tot management van haventerminals behelst.
- Smit Salvage, (voorheen Smit-Tak) de milieu-, wrakopruim- en bergingsdienst.
- Smit Transport & Heavy Lift, een logistieke dienst voor het zware werk.

Andere bedrijven gedeeltelijk eigendom van Smit Internationale:
- SmitWijs, joint venture met o.a. Wijsmuller voor de zeeslepers.
- Smit Lloyd voor bevoorradingswerkzaamheden voor de offshore.
- Keppel Smit, joint venture tussen Keppel Shipyards en Smit Singapore

Bedrijven welke aan de voet hebben gestaan en werkmaatschappijen welke onderdeel hebben uitgemaakt van Smit Internationale:
De sleepdiensten van L. Smit en haar voorlopers:
- - Fop Smit, Nieuw Lekkerland. (1843-1866)
- - Stoomsleepdienst L. Smit & Co., Alblasserdam. (1866-1903)
- - N.V. L. Smit & Co's Sleepdienst, Rotterdam. (1903-1923)

De sleepdiensten van de Internationale Sleepdienst Maatschappij (ISM) en haar voorlopers:
- - L.G. Vuyk, Rotterdam. (1893-1900) / (1902-1912).
- - N.V. Sleepdienst 'Hoek van Holland', Maassluis. (1897-1901)
- - Internationale Sleepdienst Maatschappij N.V., Rotterdam. (1900-1923)

De bergingsdienst van W.A. van den Tak en haar voorlopers:
- - Berging Maatschappij, Maassluis. (1887-1894)
- - N.V. Nieuwe Berging Maatschappij, Maassluis. (1894-1904)
- - Berging Maatschappij G. Dirkzwager Mzn., Maassluis. (1904-1923)
- - W.A. van den Tak, Goedereede later Maassluis. (1905-1923)

Na de fusie tussen L. Smit en ISM zagen de bedrijfsonderdelen er als onderstaand uit:
- - L. Smit & Co's Internationale Sleepdienst Maatschappij N.V., Rotterdam. (1923-1976)
- - W.A. van den Tak's Bergingsbedrijf N.V., Rotterdam. (1923-1971)

Dochterondernemingen, op chronologische volgorde van oprichting c.q. overname:
- - N.V. Stoomsleepdienst 'Mars", Rotterdam. (1936-1984)
- - Overseas Towage & Salvage Company Ltd., London. (1959-1971, opgericht in 1938 door Les Abeilles uit Le Havre).
- - Milford Haven Tug Services Ltd., Milford Haven. (1959-1973, als onderdeel van OTS).
- - N.V. Nieuwe Rotterdamse Sleepdienst, Rotterdam. (1961-1988)
- - Smit-Lloyd N.V., Rotterdam. (1964-1996)
- - N.V. Bergings- en Transportbedrijf van den Akker, Vlissingen. (1965-2000, opgericht 1928)
- - Smit-Lloyd (Australia) Pty.Ltd., Sydney. (1967-1975)
- - N.V. Sleepdienst en Transportonderneming Gerrit J. Eerland L.C. Mzn., Rotterdam. (1968-2002, opgericht 1955).
- - N.V. Stoomsleepdienst 'Maas', Rotterdam. (1969-1974, opgericht 1912)
- - Smit Internationale (Antilles) N.V., Willemstad. (1970-2002)*
- - Smit & Cory International Port Towage Ltd., London.(1971-1994)
- - Eastern Canada Towing Ltd., Halifax. (1971-1990)
- - Smit Tak Internationaal Bergingsbedrijf N.V., Rotterdam. (1971-2002)
- - N.V. Nieuwe Vlissingse Sleepdienst, Vlissingen. (1971-1988)
- - Interbergung Internationale Bergungs- und Transport GmbH., Hamburg. (1971-1973)
- - Salvamentos y Recuperaciones Maritimas (Sayremar) SA., Ondarroa. (1965-1981)
- - Holyhead Towing Company Ltd., Beaumaris. (1973-1990, opgericht 1967, 2018 nog actief als zelfstandige onderneming).
- - Smit Curaçao Towage N.V., Willestad. (1974-1976)
- - Buoywork (Anglesey) Ltd., Holyhead. (1975-1988)
- - Smit International (UK) Ltd., London. (1975-)*
- - Ulrich Harms GmbH. & Co., Hamburg. (1973-2004, opgericht 1965 en 2004 als zelfstandig bedrijf verder).
- - Smit-Vos B.V., Rotterdam. (1975-1984)
- - Smit-Vos-Zwaak Rivier- en Duwvaart B.V., Rotterdam. (1975-1984)
- - Smit-Spido B.V., Rotterdam. (1975-1992)
- - Smit International South East Asia Pte. Ltd., Singapore. (1975-2002)
- - Smit International Middle East, Bahrain. (1976-1987)
- - Smit Internationale N.V., Rotterdam. (1976-2002)
- - Smit Internationale Havensleepdiensten B.V., Rotterdam. (1976-1988)
- - Biehl Offshore Inc., Houston. (1977-1991)
- - Smit-Lloyd Matsas (Hellas) Shipping Co. Ltd., Kavalla. (1979-1996)
- - Schelde Sleepvaartbedrijf N.V., Antwerpen. (1980-1992, opgericht 1964, na 1992 zelfstandig verder)
- - Smit-Lloyd Shilbaya (Egypt) Ltd., Alexandria. (1981-1996)
- - Malaysian Supply Services Sdn.Bhd., Port Kelang. (1982-1985)
- - B.V. Bergings- en Transport Maatschappij Amsterdam, Amsterdam. (1983-1985)
- - Bergings- en Transportmaatschappij Scheffer B.V., Lelystad. (1985-2002, in 2002 verkocht aan Wagenborg B.V. uit Delfzijl)
- - Smit-Iso Maintenance B.V., Rotterdam. (1985-1997)
- - Smit Tak Towage & Salvage (Singapore) Pte. Ltd., Singapore. (1985-2002)
- - Ultragas Smit-Lloyd Ltda., Valparaiso. (1985-1996)
- - Smit Matsas (Hellas Towage & Salvage Ltd., Piraeus. (1986-1990)
- - Smit Offshore Contractors B.V., Rotterdam. (1987-1990)
- - Terminales Maracaibo CA., Maracaibo. (1987-2002)
- - Smit International Harbour Towage (Panama) Inc., Panama. (1988-2015)
- - Smit Havensleepdiensten B.V., Rotterdam later Smit Harbour Towage B.V., Rotterdam. (1988-2011)
- - Offshore Maroc SA, Casablanca. (1988-?)
- - Rockwater Offshore Contractors B.V., Rotterdam. (1990-1992)
- - H. van der Graaf's Bergings- en Transportbedrijf B.V., Rotterdam. (1990-1992, opgericht 1916)
- - Kauffeld B.V., Roermond. (1990-1992, opgericht ?)
- - Keppel Smit Towage Pte. Ltd., Singapore. (1991-)
- - Interriver B.V., Rotterdam. (1991-1999)
- - Smit-Lloyd (Malaysia Sdn Bhd., Kuala Lumpur. (1991-1996)
- - SmitWijs Towage C.V., Rotterdam. (1991-2007)
- - Takmarine B.V., Maassluis. (1992-2002)'
- - Unie van Redding- en Sleepdienst N.V., Antwerpen. (2004-2011, opgericht in 1974)
- - Smit Harbour Towage North West Europe, Antwerpen. (2011-2016)

## Resultaten
In de laatste vijf jaren voor de overname door Boskalis behaalde Smit goede financiële resultaten.
| Jaar | Omzet         | Nettowinst    | Aantal werknemers |
| ---- | ------------- | ------------- | ----------------- |
| 2009 | € 595 miljoen | € 103 miljoen | 3618              |
| 2008 | € 708 miljoen | € 108 miljoen | 3590              |
| 2007 | € 552 miljoen | € 106 miljoen | 2783              |
| 2006 | € 475 miljoen | € 75 miljoen  | 2653              |
| 2005 | € 387 miljoen | € 38 miljoen  | 2719              |

## Bekende bergingsprojecten
Smit Internationale heeft in het verleden een aantal grote bergingsprojecten onder handen gehad:
- Herald of Free Enterprise (1987)
- de Russische onderzeeër Koersk (2000) onder supervisie van Frans van Seumeren, van bergingsbedrijf Mammoet
- Ehime Maru (2001)
- Prestige (2001)
- Jolly Rubino (2002)
- Tricolor (2002)
- Thunder Horse (2005)
- Mighty Servant 3 (2006)
- MS UND Adriyatik (2008)
- Marko Polo (2009)
- Costa Concordia (2012)
- Ever Given (2021)

## Museumschepen

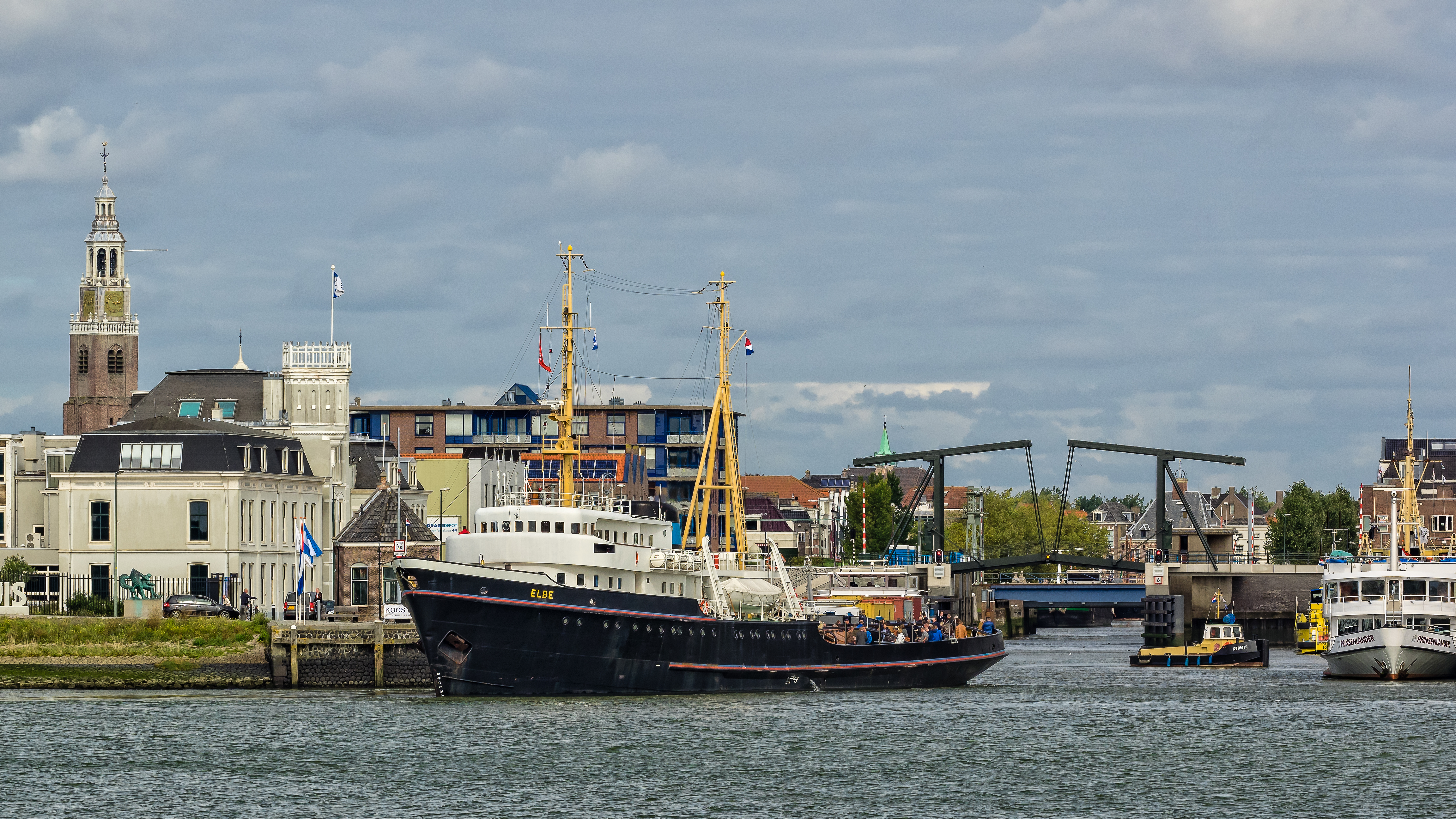
Museumsleepboot Elbe met sleepboothaven Maassluis in de achtergrond

- Havensleepboot Krimpen, gebouwd in 1954 bij de Bodewes in Millingen onder bouwnummer 477. Hij is van het type K-boot. Uitgerust met een zescilinder Smit-MAN motor van 325 pk. Zij was tot 1988 actief als havensleepboot in de haven van Rotterdam. Via enkele omzwervingen kwam zij in 2006 in particuliere handen en ligt in Kampen.
- Zeesleepboot Hudson, gebouwd in 1939 bij P. Smit Jr. in Rotterdam onder bouwnummer 522. Was uitgerust met een vijfcilinder Burmeister & Wain motor van 650 pk. Gedurende de Tweede Wereldoorlog werd zij ingezet vanuit Engeland om vervolgens pas weer in 1946 terug te keren naar Nederland. Zij bleef tot 1963 als zeesleepboot in bedrijf waarna zij werd omgebouwd naar drijvend ijsfabriek ten bate van de visserij en nam ligplaats in Stellendam onder diverse namen. In 1989 werd zij voor de sloop afgevoerd en gered door de Stichting 'Help de Hudson'. Na restauratie heeft zij ligplaats genomen pal achter het Nationaal Sleepvaart Museum in Maassluis, echter zonder motor.
- Zeesleepboot Elbe, gebouwd in 1959 bij de werf van J. & K. Smit in Kinderdijk onder nummer 867. Zij is uitgerust met twee zescilinder Smit-MAN-motoren die totaal 2780 pk leveren. Zij bleef tot 1976 als zeesleepboot in de vaart en werd toen naar Maryland, Verenigde Staten verkocht om daar dienst te doen als loodstender. In 1985 kwam zij als actieschip in de vaart bij Greenpeace eerst onder de naam Gondwana, later als Greenpeace. Eind 2001 werd zij bij Greenpeace van de vlootsterkte afgevoerd en werd gered door een aantal liefhebbers en werd begonnen haar terug te brengen naar zeesleepboot onder de naam Elbe. In 2004 is zij tweemaal gezonken, maar gelicht en is de restauratie verder aangevangen. In 2005 nam zij ligplaats in sleepboothaven Maassluis en in 2012 heeft zij na lange periode weer zelfstandig gevaren. Het schip maakt sinds 2014 vaartochten met passagiers in binnen- en buitenland.
- Havensleepboot Steenbank, gebouwd in 1960 bij Bodewes in Millingen onder bouwnummer 560 in opdracht van de Nieuwe Rotterdamse Sleepdienst (NRS). Zij werd ingezet in het toen nog nieuwe Europoort-gebied voor assistentie aan de grote mammoettankers en bulkschepen. Zware en onder zeeklasse gebouwde sleepboot, uitgerust met twee achtcilinder Deutz-motoren met een totaal vermogen van 1240 pk. Tot 1972 was zij in het Europoort-gebied werkzaam en verhuisde toen naar de stad om daar ingezet te worden onder de naam Astroloog. In 1980 werd zij naar de Belgische Zeemacht verkocht als A.950 Valcke en bleef tot 2016 in dienst en werd toen afgevoerd voor de sloop naar Haarlem. In 2016 werd zij van de sloop gered en kwam achter de sleepboot Albatros naar Maassluis toe en is herstel aangevangen
- Bergingssleepboot Tonijn, werd in 1958 door Scheepswerf Zorg en Vlijt onder bouwnummer 105 opgeleverd aan W.A. van den Tak's Bergingsbedrijf. Uitgerust met een viercilinder Industrie-motor van 300 pk. Zij bleef tot 1981 als bergingssleepboot in bedrijf, eerst tot 1972 als Tonijn bij Tak en vervolgens als Deurloo bij Van den Akker in Vlissingen. In 1981 kwam zij als Eerland 28 bij G.J. Eerland terecht. In 2011 werd hij door Smit in bruikleen gegeven aan het Havenmuseum in Rotterdam om vervolgens in 2016 naar Maassluis te gaan. Hier werd zij in een stichting ondergebracht en hernoemd in Tonijn en is restauratie aangevangen
- Bergingsvaartuig Bruinvisch, werd in 1937 als blazer opgeleverd door de werf van Joh. Boot in Alphen aan den Rijn aan W.A. van den Tak's Bergingsbedrijf. Het bleef tot 1990 als bergingsvaartuig in bedrijf en is voor de werkzaamheden diverse malen aangepast. In 1990 werd het naar Spanje verkocht ten bate van de tonijnvisserij. In 2004 kwam het terug naar Nederland en is restauratie aangevangen. Intussen heeft het vaste ligplaats verkregen in Sleepboothaven Maassluis
- Drijvende bok Simson werd in 1958 door J. & K. Smit opgeleverd aan W.A. van den Tak's Bergingsbedrijf. Hij heeft een hefvermogen van 250 ton en de lieren worden door middel van stoom aangedreven. In 1984 verhuisde hij naar Vlissingen en werd door Van den Akker ingezet. In 2001 ging hij buiten dienst en werd overgedragen aan het Havenmuseum in Rotterdam waar hij sindsdien ligplaats heeft genomen in de Leuvehaven